# Овсяница меловая
Овся́ница мелова́я (лат. Fēstuca cretācea) — многолетнее травянистое растение; вид рода Овсяница (Festuca) семейства Злаки (Poaceae).

## Ботаническое описание
Гемикриптофит. Многолетний дерновинный корневищный злак 30—50 см высотой.
Листья сизые, прямые или дугообразно выгнутые, щетиноподобные, жёсткие, 0,6—1 мм диаметром, на генеративных побегах почти плоские, 2—3 мм шириной; язычок 0,2—0,3 мм, реснитчато опушённый по краю; влагалища интенсивно опушённые.
Метёлка 6—13 см длиной, колоски 8,6—10 мм; нижняя цветочная чешуя 5—6 мм длиной, безостая или с остеподобным обострением до 0,5 мм, иногда до 1,5 мм, по краю и сверху шероховатая или коротко опушённая. Цветёт в июне — августе, плодоносит в июле — сентябре. Размножается семенами и вегетативно.

## Распространение и местообитание
Общее распространение: Кавказ, Скандинавия, Средняя и Атлантическая Европа, Средиземноморье. На Украине — в бассейне Северского Донца (по pекам Северский Донец, Деркул, Айдар).

## Охранный статус

### В России
В России вид входит в Красные книги Ростовской и Ульяновской областей.

### На Украине
Входит в Красную книгу Украины, охраняется в Украинском степном заповеднике (отделение «Меловая флора») и Луганском заповеднике (отделение «Стрельцовская степь»), в национальном парке «Святые горы», памятниках природы «Маяцкая дача», «Марьина гора» (Донецкая область).